# Djedi (prince)
Pour les articles homonymes, voir Djedi.
Djedi est un prince égyptien qui a vécu pendant la IVe dynastie. Il est le fils de Rahotep et de Néfret. Il a deux frères et trois sœurs. Il est le petit-fils du pharaon Snéfrou et neveu du pharaon Khéops. Il est représenté dans les chapelles de la tombe de ses parents et porte le titre de « connaissance du roi ».
Dans le conte égyptien ancien Khéops et les magiciens, il est fait mention d'un magicien appelé Djedi ou Dedi. Il est possible que ce personnage ait été inspiré par le prince Djedi.